# Wolfram Tischer
Wolfram Tischer (* 7. August 1930 in Zittau; † 7. Dezember 2015) war ein deutscher Kinderchirurg und Hochschullehrer.

## Leben
Tischer studierte ab 1949 an der Universität Leipzig Medizin. 1954 wurde er dort zum Dr. med. promoviert. 1963  habilitierte er sich bei Fritz Meißner.
1969 folgte er dem Ruf an die Ernst-Moritz-Arndt-Universität Greifswald. An der Klinik für Chirurgie baute er eine Abteilung für Kinderchirurgie auf. Er befasste sich besonders mit Myelodysplasie und Hydrocephalus und förderte die Kinderurologie. Er war Dekan, Direktor für Medizinische Betreuung, Vorsitzender der Sektion Kinderchirurgie der Gesellschaft für Chirurgie der DDR und Vorsitzender der zentralen Fachkommission Kinderchirurgie an der Akademie für Ärztliche Fortbildung. 1986 kehrte er als Direktor seiner früheren Klinik nach Leipzig zurück. Nach seiner Emeritierung lebte er wieder in Greifswald.